# Clarens, Hautes-Pyrénées

Clarens este o comună în departamentul Hautes-Pyrénées din sudul Franței. În 2009 avea o populație de 450 de locuitori.

## Geografie

### Așezare
Această comună este situată pe platoul localității Lannemezan și Petite Baïse.

### Hidrografie
Golful Galavette, afluent al malului drept al Baïsei Mici, apelează comuna de la sud la nord și formează limita estică cu comuna Recurt.
Ruisseau de Larrieu, Ruisseau d'Estelle și afluentul de la Ruisseau de Beryé din Galavette își iau sursele în comună.
Baïse-Devant, presează municipalitatea de la sud la nord și formează granița sud-vestică cu municipalitatea Lannemezan.
Baise, stropeste comuna de la sud la nord si formeaza limita nord-vestica cu comuna Galez si Campistrous.
Curenții de la Boute Sansou, Batmale, Boute Peyrot, Sirés, afluenții malului drept al Baïsei, își iau sursele în comună și o presară în partea de vest.
Un canal de irigare de la Canalul Neste trece prin comuna spre Gers spre nord.

### Clima
Clima este oceanică ușoară datorită influenței Oceanului Atlantic, la aproximativ 150 km mai departe spre vest.

## Urbanism

### Carcasă
În anul 2012, numărul total de locuințe din municipiu este de 225.
Dintre aceste locuințe, 89,8% sunt reședințe principale, 6,2% sunt case de locuit, iar 4,0% sunt locuințe vacante.

## Evoluția populației
Evoluția numărului de locuitori este cunoscută prin recensămintele populației
desfășurată în comuna din 1793. Din 2006, populațiile legale ale comunelor sunt publicate anual de INSEE. Recensământul se bazează acum pe o colecție anuală de informații, care acoperă succesiv toate teritoriile municipale pe o perioadă de cinci ani. Pentru municipalitățile cu mai puțin de 10.000 de locuitori, se efectuează un sondaj de recensământ al întregii populații la fiecare cinci ani, populațiile legale ale anilor intermediari fiind estimate prin interpolare sau extrapolare. Pentru municipalitate, primul recensământ cuprinzător în cadrul noului sistem a fost efectuat în 2008.
În 2015, municipalitatea avea 526 de locuitori, o creștere de 18,2% față de 2010 (Hautes-Pyrénées: -0,38%, Franța, cu excepția Mayotte: + 2,44%).
| An        | 1975 | 1982 | 1990 | 1999 | 2006 | 2009 |
| --------- | ---- | ---- | ---- | ---- | ---- | ---- |
| Populație | 330  | 346  | 375  | 394  | 436  | 450  |